# Caux (Suïssa)

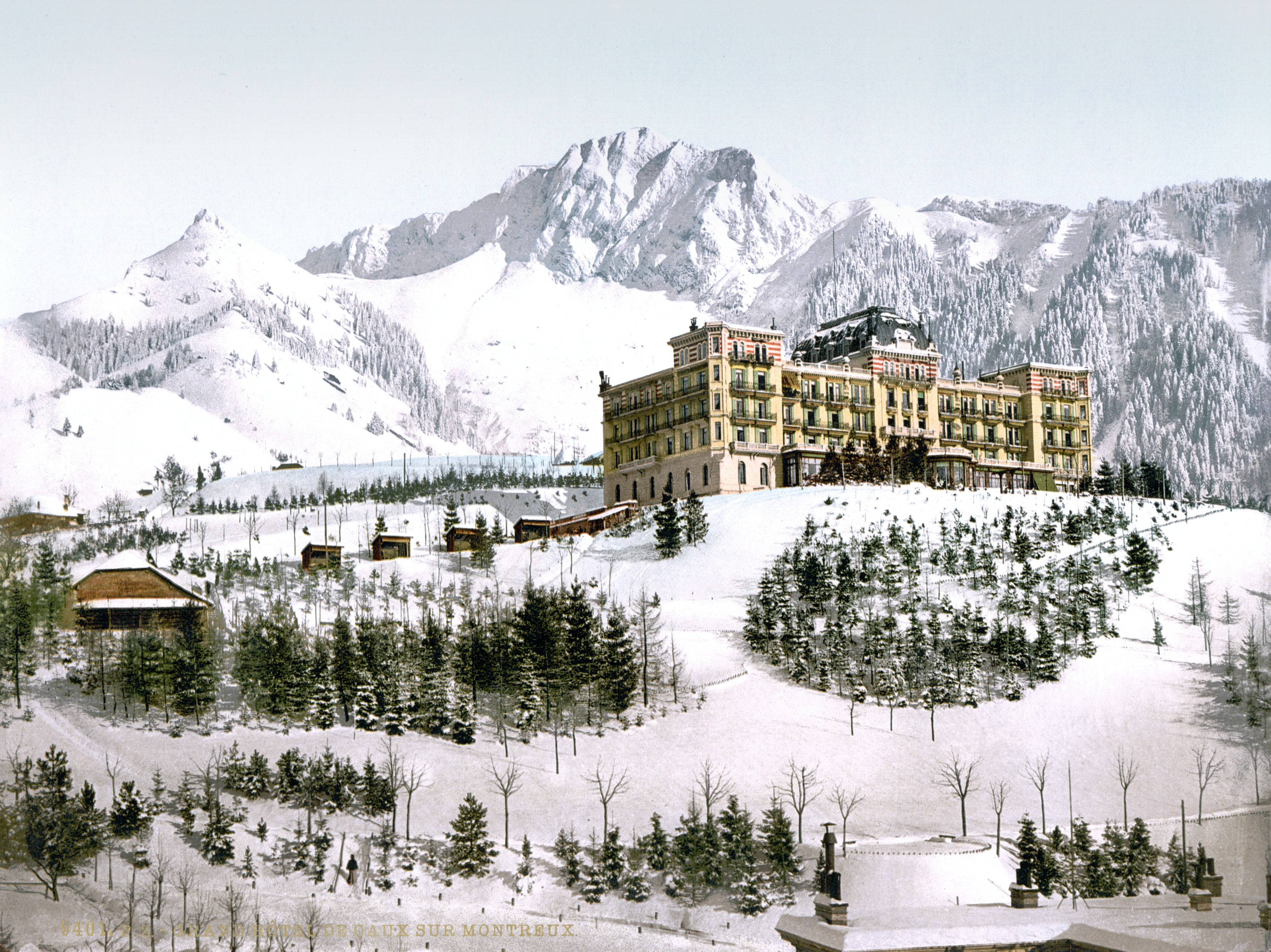
Grand Hotel en Caux

Vista aèria (1948)

Caux és un xicotet poble del Cantó de Vaud, Suïssa, que és part del municipi de Montreux. Té vista sobre el Llac Geneva des d'una altitud de 1.000 metres.
Contemplada des de dalt pel cim Rochers de Naye (2.000 metres), l'àrea de Caux era tradicionalment utilitzada només per ramaders. A final del segle xix, els propietaris d'hotels de Montreux i Territet s'adonaren del potencial turístic del Mont Caux. Primerament xicotetes fondes, després l'enorme Caux Grand-Hôtel (1893), i finalment, l'espectacular Caux Palace Hotel (1902), obra mestra de l'arquitecte suís Eugène Jost, van donar a Caux un estatus internacional, atraient els convidats més rics i més famosos, com ara: l'Emperadriu Sissi d'Àustria-Hongria, Lord Robert Baden-Powell, Sacha Guitry, Edgar Wallace, el príncep Ibn Saud, futur rei d'Aràbia Saudita, John D. Rockefeller i el maharajà de Baroda; només per anomenar uns quants.
La Primera Guerra Mundial va acabar prematurament amb els hotels de luxe de Caux. Malgrat els esforços dels seus propietaris, els anys daurats de la Belle Époque no tornaren mai i la crisi econòmica de 1929 i la Segona Guerra Mundial van portar tots els hotels a declarar-se en fallida per última vegada.
Durant la Segona Guerra Mundial, els hotels van ser abandonats i usats per a acollir refugiats civils i internar presoners de guerra aliats que havien fugit. Finalment, uns 1.600 jueus del tren Kasztner de Budapest trobà refugi ací.
El 1946, l'anterior Caux Palace Hotel va ser adquirit i renovat per l'organització Moral Re-Armament (MRA), per a usar-lo com a centre internacional de conferències i treballar així des d'ell en la reconciliació de pobles europeus. Va acollir molts tallers i va reunir persones a molts nivells, tant del govern com de la societat. Els historiadors Douglas Johnston i Cynthia Sampson descriuen la feina de l'MRA com a «contribució important a un dels aconseguiments més grans de tot el modern art de governar: la sorprenentment ràpida reconciliació francoalemanya després de 1945». L'antic Caux Palace Hotel és encara avui la seu del centre de conferències d'Initiatives of Change, la qual pot acomodar fins a 450 persones. L'edifici funciona com a escola d'hotels la major part de l'any, la Swiss Hotel Management School, tot i que encara alberga les conferències anuals d'Initiatives of Change cada estiu.
L'edifici del Caux Palace Hotel pot veure's des de Montreux i l'àrea circumdant. Hi ha una xicoteta exposició històrica oberta al públic.
Caux també té dues esglésies, ambdues construïdes a inicis del segle XX:
- La capella protestant, originalment anglicana (1906), presenta un entramat de fusta, amb finestres de vidre tintat estil anglés (que representen fets dels àngels en la Bíblia), i una sèrie de fustes tallades: àngels als costats i principalment un singular retaule de fusta de boix, representant una crucifixió en tres dimensions, originari de Bruges.
- La capella catòlica (1907).

Caux també ofereix una ampla gamma d'activitats d'hivern: el primer campionat mundial de bobsleigh va ser organitzat en Caux el 1930. L'esquí alpí i de fons són fàcilment practicables al voltant del poble, el qual també alberga una pista de gel exterior.
Al poble de Caux es pot arribar en tren des de Montreux, anant cap a Rochers de Naye, o cap al Col de Jaman i el Dent de Jaman. L'àrea és popular entre els observadors d'ocells, perquè s'estén al llarg d'una via migratòria important pels ocells que volen cap al sud en la tardor.

## En la cultura popular
Es fa referència a aquest poble en el relat "Record de Caux" de La meva Cristina i altres contes de Mercè Rodoreda.